# Entomophthoromycetes
Entomophthorales é uma ordem de fungos antes classificados na classe Zygomycetes. Recentemente foi descrito um novo subfilo para eles, Entomophthoromycotina.
A maioria das espécies de Entomophthorales são patógenos de insetos. Alguns atacam nemátodes, ácaros, e tardígrados, e outros (particularmente as espécies do género Conidiobolus) são saprotróficos.
O nome Entomophthorales deriva do grego para destruidor de insetos. (Grego: entomo=inseto, phthor=destruidor)

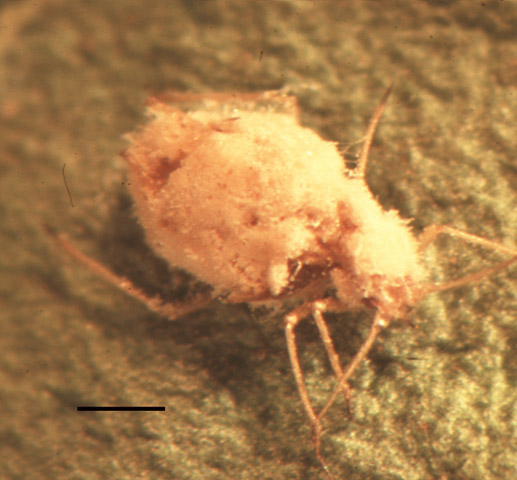
Afídeo verde do pessegueiro, Myzus persicae, morto pelo fungo Pandora neoaphidis (Zygomycota: Entomophthorales) Barra de escala = 0.3 mm.

## Espécies destacadas
- Basidiobolus ranarum, um fungo comensal dos sapos e um patógeno em mamíferos
- Conidiobolus coronatus,[4] um fungo saprotrófico de folhas mortos e patógeno em mamíferos
- Entomophaga maimaiga, agente de biocontrolo da mariposa-cigana
- Entomophthora muscae, patógeno da mosca-doméstica
- Massospora spp., patógenos das cicadas periódicas

## Biologia
A maioria das espécies de Entomophthorales produzem esporos assexuados balísticos que são libertados de modos forçado. Quando não aterram sobre um hospedeiro apropriado, estes esporos podem germinar para formar uma das várias formas alternativas de esporos, incluindo uma versão menor do esporo, ou (em algumas espécies) um esporo aderente sustentado por um conidióforo muito delgado designado capiloconidióforo.

## Classificação
Recentemente o debate tem-se centrado sobre se Basidiobolaceae devia ser incluída em Entomophthorales, ou promovida ao estatuto de ordem. A sistemática molecular até ao momento fornece uma resposta ambígua. Algumas análises sugerem que Basdiobolaceae são mais aparentadas com certos fungos quitrídios do que com  Entomophthorales. Outras encontram pouco apoio à sua manutenção em Entomophthorales. É possível encontrar caracteres morfológicos que apoiam qualquer uma das hipóteses.
- Este artigo foi inicialmente traduzido, total ou parcialmente, do artigo da Wikipédia em inglês cujo título é «Entomophthorales», especificamente desta versão.